# Deir Ballut
Deir Ballut (en árabe: دير بلّوط) es una ciudad palestina ubicada en la gobernación de Salfit en el norte de Cisjordania, 41 kilómetros (25 millas) al suroeste de Nablus. Según la Oficina Central Palestina de Estadísticas, tenía una población de 3.873 habitantes en 2017.

## Ubicación
Deir Ballut se encuentra a 15 kilómetros (9,3 millas) al oeste de Salfit. Limita con Kafr ad-Dik al este, Al-Lubban al-Gharbi al sur, Kafr Qasem al oeste y Rafat al norte. 

## Historia
Aquí se han encontrado tiestos de las épocas de la Edad de Hierro, romana, bizantina, omeya, ayyubí. 
El "gran valle" de Wadi Deir Ballut fue identificado por Charles William Wilson (1836-1905) como el límite entre Judea y Samaria, según lo definió el historiador del siglo I Josefo. 
El geógrafo árabe Yaqut al-Hamawi registra en 1226 que "Deir al-Ballut era una aldea del distrito alrededor de ar-Ramla".

### Era otomana
En los siglos XVIII y XIX, Deir Ballut perteneció a la región montañosa conocida como Jūrat 'Amra o Bilād Jammā'īn. Situada entre Dayr Ghassāna al sur y la actual Ruta 5 al norte, y entre Majdal Yābā al oeste y Jammā'īn, Mardā y Kifl Ḥāris al este, esta zona sirvió, según el historiador Roy Marom, "como zona de amortiguamiento zona entre las unidades político-económicas-sociales de las regiones de Jerusalén y Nablus. En el plano político, padecía inestabilidad debido a la migración de las tribus beduinas y a la constante competencia entre los clanes locales por el derecho a recaudar impuestos en nombre de los las autoridades otomana”.
En 1838, se destacó como pueblo musulmán, Deir Balut, en Jurat Merda al sur de Nablus. 
En 1870 Victor Guérin descubrió que se trataba de un pueblo de ciento cincuenta habitantes. Sin embargo, a juzgar por la extensión de las ruinas que cubrían la colina donde se encontraba, Guérin pensó que alguna vez había sido una gran ciudad. La mayoría de las casas fueron construidas con piedras grandes. 
En 1882, el Estudio de Palestina Occidental (SWP) del PEF lo describió como "una pequeña aldea, en parte en ruinas, pero evidentemente alguna vez fue un lugar de mayor importancia, con tumbas excavadas en la roca. Las cabañas son principalmente de piedra. El suministro de agua es de pozos”. Al oeste del pueblo hay tumbas de roca, de época cristiana.

### Era de la Primera Guerra Mundial y el Mandato Británico
Durante la Primera Guerra Mundial, Deir Ballut fue el lugar de un enfrentamiento menor entre tropas turcas y británicas el 12 de marzo de 1918.
En el censo de Palestina de 1922, Deir Ballut tenía una población de 384 habitantes, todos musulmanes, aumentando a 532 en el censo de 1931, todavía todos musulmanes, en un total de 91 casas. 
En las estadísticas de 1945, la población era de 720 habitantes, todos musulmanes, mientras que la superficie total era de 14.789 dunams, según un estudio oficial de tierras y población. De estos, 508 dunams estaban destinados a plantaciones y tierras de regadío, 3.488 a cereales, mientras que 63 dunams se clasificaron como zonas urbanizadas.

### Era jordana
A raíz de la guerra árabe-israelí de 1948 y después de los Acuerdos de Armisticio de 1949, Deir Ballut quedó bajo dominio jordano.
En 1961 la población fue de 1.087 habitantes. 

### Después de 1967
Desde la Guerra de los Seis Días en 1967, Deir Ballut ha estado bajo ocupación israelí.
Después de los acuerdos de 1995, el 5,2% de las tierras de las aldeas se clasificaron como Área B y el 94,8% restante como Área C. Israel ha confiscado 171 dunum de tierras aldeanas para los asentamientos israelíes de Peduel y Alei Zahav. 
En 2020, hubo informes sobre el vertido de aguas residuales sin tratar de los cercanos asentamientos israelíes de Leshem, Peduel y Beit Aryeh-Ofarim en tierras de Deir Ballut.
En enero de 2021, la autoridad militar israelí hizo arrancar de raíz unos 3.000 olivos plantados por los locales. Muchas de ellas se plantaron hace ya 15 años. La destrucción, alegando que la zona en cuestión era, según la legislación israelí, propiedad del Estado israelí, se produjo seis días después de que se interpusiera un recurso judicial contra la orden. Las autoridades luego afirmaron que el desarraigo se produjo antes de que tuvieran conocimiento de los escritos de apelación presentados.